# NGC 201

NGC 201

 إن جي سي 201 أو NGC 201 هي مجرة في كوكبة قيطس اكتشفت في 28 ديسمبر 1790.

## روابط خارجية
- NGC 201 على موقع ويكي سكاي: DSS2, SDSS, GALEX, IRAS, Hydrogen α, X-Ray, Astrophoto, Sky Map, Articles and images